# 翅茎吊石苣苔
翅茎吊石苣苔（学名：Lysionotus serratus var. pterocaulis）为苦苣苔科吊石苣苔属下的一个变种。其变种加词“Pterocaulis”意为“茎具翅状凸起的”。